# Bahamas en los Juegos Centroamericanos y del Caribe
Bahamas participa en los Juegos Centroamericanos y del Caribe desde la novena edición, realizada en Kingston en 1962.
El país está representado ante los Juegos Suramericanos por el Comité Olímpico de Bahamas y hasta la fecha no ha sido sede de los Juegos Centroamericanos y del Caribe.

## Delegación
Para los XXI Juegos Centroamericanos y del Caribe, Bahamas contó con una delegación de 78 deportistas que participaron en 8 disciplinas deportivas.

## Medallero histórico
| Año   | País                               | Sede                       | Posición | Oro | Plata | Bronce | Total |
| ----- | ---------------------------------- | -------------------------- | -------- | --- | ----- | ------ | ----- |
| 1926  | Bandera de México                  | Ciudad de México           | -        | -   | -     | -      | -     |
| 1930  | Bandera de Cuba                    | La Habana                  | -        | -   | -     | -      | -     |
| 1935  | Bandera de El Salvador             | San Salvador               | -        | -   | -     | -      | -     |
| 1938  | Bandera de Panamá                  | Ciudad de Panamá           | -        | -   | -     | -      | -     |
| 1946  | Bandera de Colombia                | Barranquilla               | -        | -   | -     | -      | -     |
| 1950  | Bandera de Guatemala               | Ciudad de Guatemala        | -        | -   | -     | -      | -     |
| 1954  | Bandera de México                  | Ciudad de México           | -        | -   | -     | -      | -     |
| 1959  | Bandera de Venezuela               | Caracas                    | -        | -   | -     | -      | -     |
| 1962  | Bandera de Jamaica                 | Kingston                   | 9/15     | 4   | 1     | 1      | 6     |
| 1966  | Bandera de Puerto Rico             | San Juan                   | -        | -   | -     | -      | -     |
| 1970  | Bandera de Panamá                  | Ciudad de Panamá           | 14/15    | 0   | 0     | 1      | 1     |
| 1974  | Bandera de la República Dominicana | Santo Domingo              | 16/21    | 0   | 1     | 0      | 1     |
| 1978  | Bandera de Colombia                | Medellín                   | 9/19     | 2   | 0     | 2      | 4     |
| 1982  | Bandera de Cuba                    | La Habana                  | 9/21     | 2   | 3     | 4      | 9     |
| 1986  | Bandera de la República Dominicana | Santiago de los Caballeros | 11/20    | 2   | 4     | 4      | 10    |
| 1990  | Bandera de México                  | Ciudad de México           | 23/24    | 0   | 0     | 1      | 1     |
| 1993  | Bandera de Puerto Rico             | Ponce                      | 15/25    | 1   | 0     | 3      | 4     |
| 1998  | Bandera de Venezuela               | Maracaibo                  | 14/32    | 2   | 2     | 4      | 8     |
| 2002  | Bandera de El Salvador             | San Salvador               | 26/31    | 0   | 0     | 1      | 0     |
| 2006  | Bandera de Colombia                | Cartagena de Indias        | 19/32    | 0   | 6     | 4      | 10    |
| 2010  | Bandera de Puerto Rico             | Mayagüez                   | 10/28    | 7   | 5     | 6      | 18    |
| 2014  | Bandera de México                  | Veracruz                   | 8/26     | 4   | 3     | 1      | 8     |
| 2018  | Bandera de Colombia                | Barranquilla               | 12/37    | 4   | 2     | 1      | 7     |
| Total | Total                              |                            |          | 32  | 29    | 34     | 95    |

## Desempeño
Bahamas ocupó el décimo lugar en la última edición de los Juegos Mayagüez 2010.

### XXI Juegos Centroamericanos y del Caribe Mayagüez 2010
Fuente:
Organización de los XXI Juegos Centroamericanos y del Caribe Mayagüez 2010. 
| Clasificación del País | Clasificación del Total | Deportista               | País    | Disciplina |   |   |   | Total |
| 1                      | 58                      | Arianna F. Vanderpool-w. | Bahamas | Natación   | 2 | 2 | 2 | 6     |
| 2                      | 226                     | Larika Russell           | Bahamas | Tenis      | 1 | 0 | 1 | 2     |
| 3                      | 336                     | Alana Kathryn Dillette   | Bahamas | Natación   | 0 | 1 | 2 | 3     |